# South Foreland
South Foreland és North Foreland (angolul am. „Déli Előföld”, illetve „Északi Előföld”) a Doveri-szorosra néző mészkőszikla-földnyelvek Anglia déli részén, Kent megye tengerpartján.
A North Foreland Thanet-sziget déli kiszögellése, South Foreland pedig mintegy öt kilométerre északkeletre helyezkedik el Dover várostól. Mindkettő nagy, tengerre néző sziklákból áll, amelyekről szép a kilátás a Csatornára (La Manche). A North Forelandon (é. sz. 51° 22′ 30″, k. h. 1° 26′ 42″51.375000°N 1.445000°E) egy, a South Forelandon (é. sz. 51° 08′ 25″, k. h. 1° 26′ 16″51.140278°N 1.437778°E) két világítótorony van.
A South Foreland a franciaországi Cap Blanc-Nez (Boulonnais északi szegélyén, Pas-de-Calais kerületben) geológiai ikertestvére. Köztük a legkeskenyebb a Csatorna. Valamikor földhíd húzódott itt.

## Tengeri ütközetek
A földnyelvek előtt a közép-, illetve újkorban három nagy tengeri ütközetet is vívtak, és a helyszín az angolok számára kimondottan szerencsésnek bizonyult.
South Foreland előtt vívták az angolok és a franciák 1217-ben a Szent Bertalan-napi csatát (nagy angol győzelemmel).
A North Foreland mellett az angolok és a hollandok két tengeri csatát is vívtak a 17. század közepén:
- North Foreland-i csata – 1653. június 12. és június 14. között az első angol–holland háborúban (nagy angol győzelemmel).
- Szent Jakab-napi csata – 1666. augusztus 4. és augusztus 5. között a második angol–holland háborúban (nagy angol győzelemmel).

## Képek

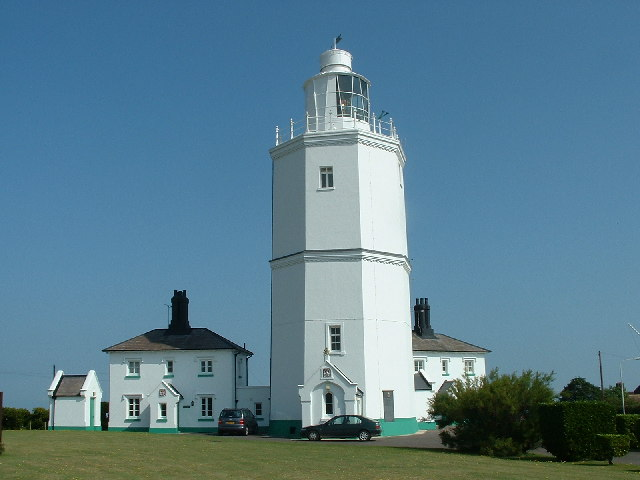
North Foreland világítótornya
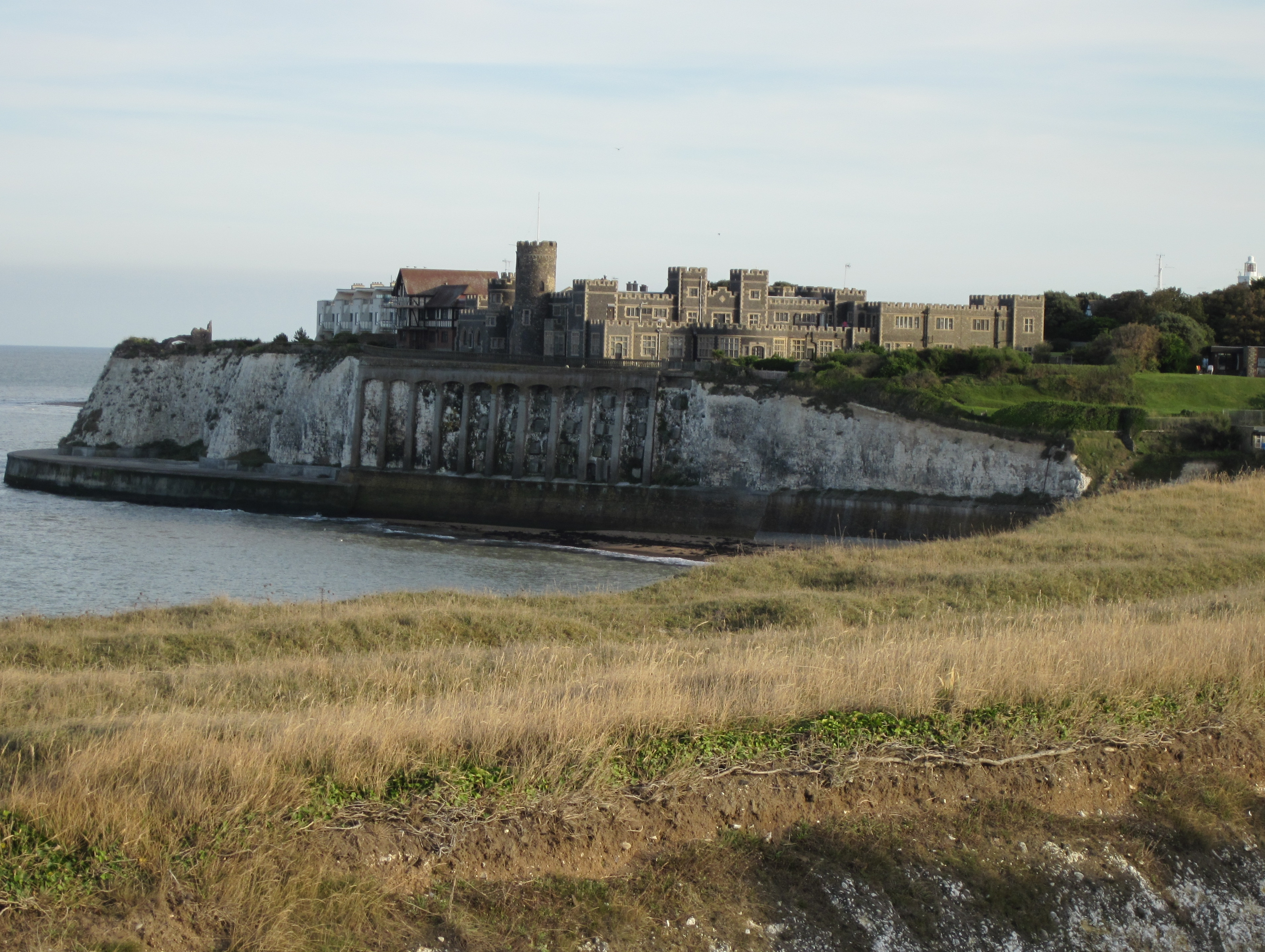
North Foreland és a Kingsgate-kastély a világítótoronnyal
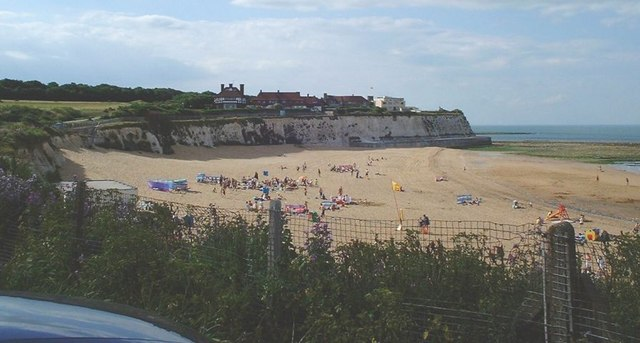
A Joss-öböl, North Foreland
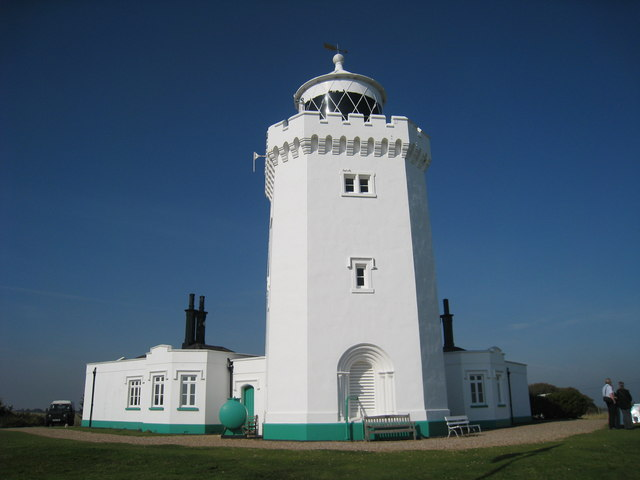
South Foreland világítótornya
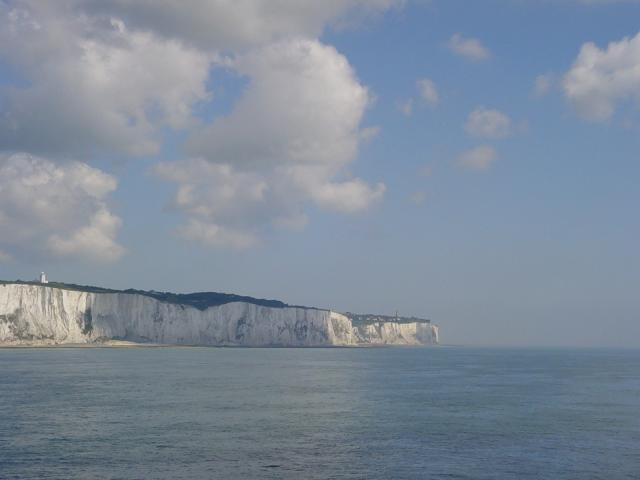
South Foreland
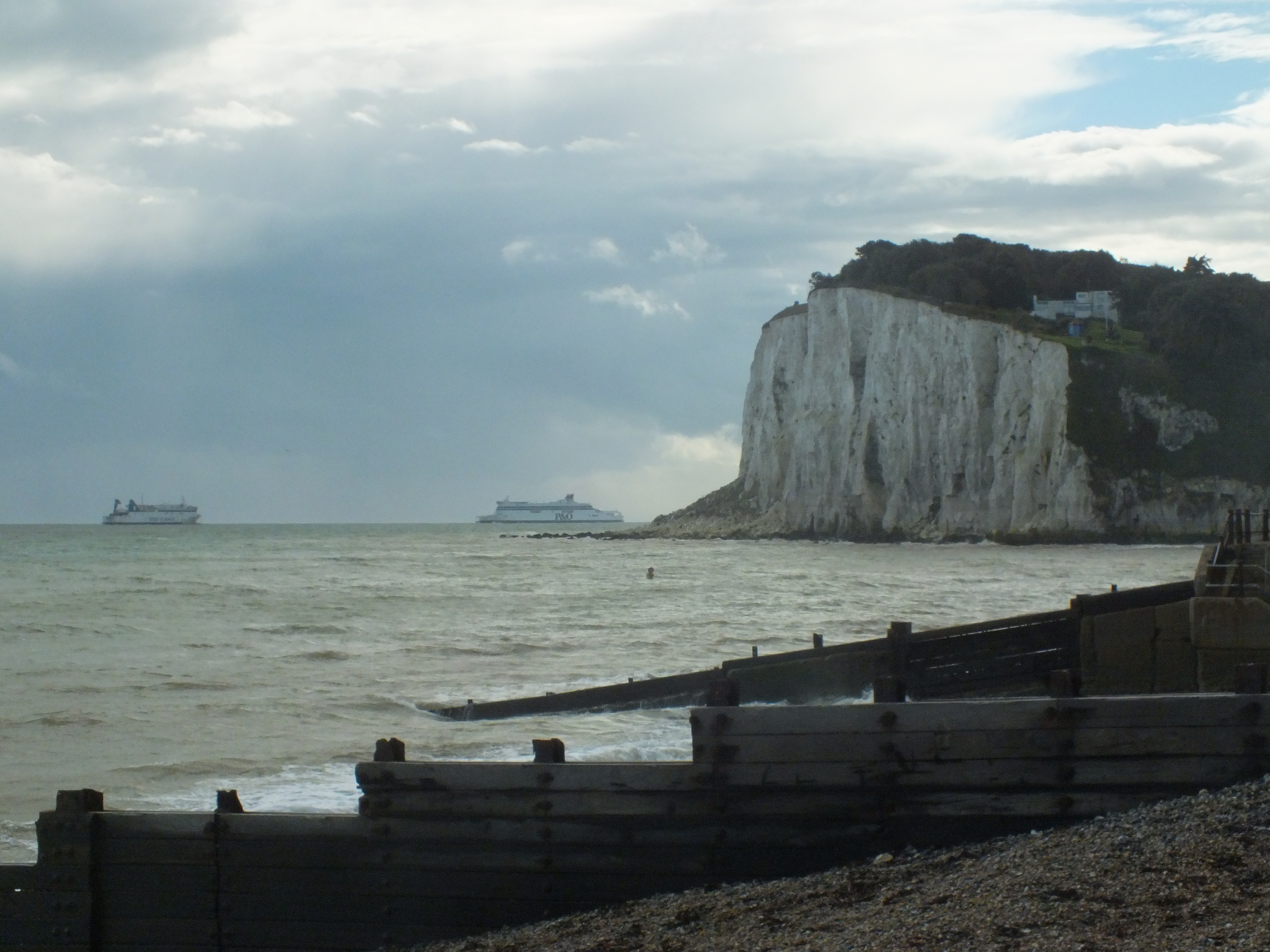
Szent Margit sziklája, South Foreland

## Külső hivatkozások
- Képek Kent partjairól